# 荷馬·M·哈德里紀念大橋
荷馬·M·哈德里紀念大橋（英語：Homer M. Hadley Memorial Bridge），又作華盛頓湖第三大橋（英語：Third Lake Washington Bridge），是美國90号州际公路浮桥的其中一座；該州際公路之西行綫由此橋跨越默瑟島與西雅圖之間的华盛顿湖。大橋有著1772米（5811英尺）的橋長，使它成為世界上第五长的浮橋。

## 历史
大橋於1989年6月4日通車，而大橋以莱西·V·默罗纪念大桥（承載90號州際公路東行綫的大橋）的設計者荷马·摩爾·哈德利命名。哈德利也设计了位於皮尔斯县的麦克米林大桥。
在大桥建成時，大橋與莱西·V·默罗纪念大桥平行，而當時大橋設立了两條可轉換方向的高乘載車道，以容纳來往西雅图與金縣東郊的交通流量；該兩條高乘載車道在上午供西行車輛通過，而在下午則供东行車輛通過。
海灣運輸署和华盛顿州交通部在2017年在大橋的西行綫設立了高乘載車道。此工程乃是連接西雅图市中心、贝尔维尤與雷德蒙德的Link輕軌東部延長綫的先導工程，而該段輕軌將使用大橋原有高乘載車道作為工地。該段輕軌預計在2023年通車，並將會是首條在浮桥上運營的輕軌路线。

## 使用

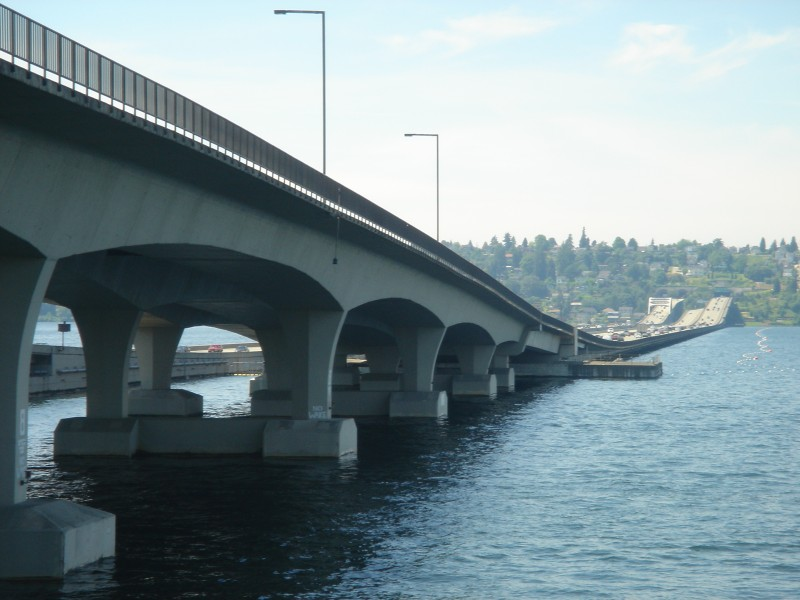
由大橋東端望向西雅圖。

大桥承載四條西行行車道，包括一條高乘載車道，以及在大橋北端的單車徑與人行道。
在2017年以前，大橋也同時承載著两條可轉換方向行車道，在平日上午開放予車輛西行，並在其他時間開放予車輛東行。該两條行車道乃是高乘載車道，專供乘載多人之汽車行走，惟來往默瑟島的車輛例外。
大橋具有5條行車道和3個標準路肩，使其在2016年長青點浮橋通車以前成為世界上最宽的浮桥。

## 外部連結
- Bridge Camera有關大橋的資訊（包括氣象資訊）